# Magika Pallacanestro
L'A.S.D. Magika Pallacanestro è una squadra di pallacanestro  femminile di Castel San Pietro Terme fondata nel 2007.
Le giocatrici sono soprannominate le "maghette "
Dopo aver vinto il campionato di Serie A3 2013-2014, dalla stagione successiva milita in Serie A2 sponsorizzata dalla Alfagomma.
Il 25 aprile 2015 la Magika si è laureata campione d'Italia under 19 vincendo la finale di Battipaglia contro le padrone di casa.
Nel dicembre 2015 la squadra ha disputato contro Carispezia La Spezia una partita del campionato di serie A2 che si è conclusa, con la vittoria delle spezzine, dopo cinque tempi supplementari, record italiano per un incontro di serie A femminile.
Nel giugno 2016 perde contro Broni la sua seconda finale consecutiva per salire in A1. A fine campionato, nel luglio 2016, per problemi economici la Magika rinuncia ad iscrivere la prima squadra in serie A2 e prosegue l'attività a livello giovanile.
Nella stagione 2017-2018 la Magika torna ad iscrivere la prima squadra ripartendo dalla serie C e nel giugno 2018 la Magika ottiene la promozione in serie B